# Pietro Riva
Pietro Riva, född 1 maj 1997, är en italiensk friidrottare som tävlar i långdistanslöpning.

## Karriär
Vid europamästerskapen i friidrott 2024 tog han silver på halvmaraton.